# Alexij (Molčanov)
Alexij (světským jménem: Alexej Vasiljevič Molčanov; 17. října 1853 – 2. června 1914) byl ruský duchovní Ruské pravoslavné církve, arcibiskup kartalinský a kachetský, exarcha Gruzie.

## Život
Narodil se 17. října 1853 ve vesnici Ljuk Vjatské gubernie v rodině diákona. Někdy se jako místo narození uvádí Kilmez.
Návštěvoval Glazovské duchovní učiliště a poté Vjatský duchovní seminář. Po studiu se stal učitelem základní školy. Sloužil také jako psalomščik a byl ředitelem Kukarského učiliště.
Roku 1883 se oženil a nastoupil na Kazaňskou duchovní akademii. Dne 21. listopadu byl rukopoložen na diákona a 22. října 1885 na jereje.
Od 1. září 1887 byl učitelem Zákona Božího Kazaňského mužského gymnázia a následně učilišť hluchoněmých dětí, Mariinského ženského gymnázia a 1. mužského gymnázia.
Roku 1897 přišel o manželku a zůstal se synem Leonidem.
Dne 4. září 1899 jej arcibiskup kazaňský Arsenij (Brjancev) postřihnul na monacha se jménem Alexij a o tři dny později byl povýšen na archimandritu. Stal se rektorem Kazaňského duchovního semináře. Byl také jmenován eparchiálním cenzorem a 20. července 1900 rektorem Kazaňské duchovní akademie.
Dne 9. září 1900 byl rukopoložen na biskupa čistopolského a vikáře kazaňské eparchie.
Roku 1905 se stal čestným členem Kazaňské duchovní akademie.
Dne 26. března 1905 byl ustanoven biskupem tavrickým a simferopolským.
Dne 5. listopadu 1910 byl převeden na pskovskou katedru a 17. dubna 1912 na tobolskou katedru.
Jako biskup v Tobolsku pracoval např. jako jeho předchůdci na svatořečení Ioanna (Maximoviče) či na případu obvinění Grigorije Rasputina jako člena sekty chlystů.
Dne 4. října 1913 byl jmenován arcibiskupem kartalinským a kachetským, exarchou Gruzie a stálým členem Svatého synodu. Dvakrát přežil atentát.
Zemřel 2. června 1914 a jeho tělo bylo převezeno do vesnice Kilmez, kde byl pohřben v chrámu Svaté Trojice. Pohřební obřad vedl biskup jerevanský Pimen (Pegov).